# Nefertiabet
| nfr · t | R15 · t |

| nfr · t | R15 · t |

Nefertiabet byla staroegyptská princezna 4. dynastie. Její jméno (nfr.t jȝb.t) znamená „Kráska z východu“. Možná byla dcerou faraona Chufua.

## Hrobka
Její hrobka G 1225 se nachází v Gíze. Její rozloha je asi 24,25×11,05 m. 

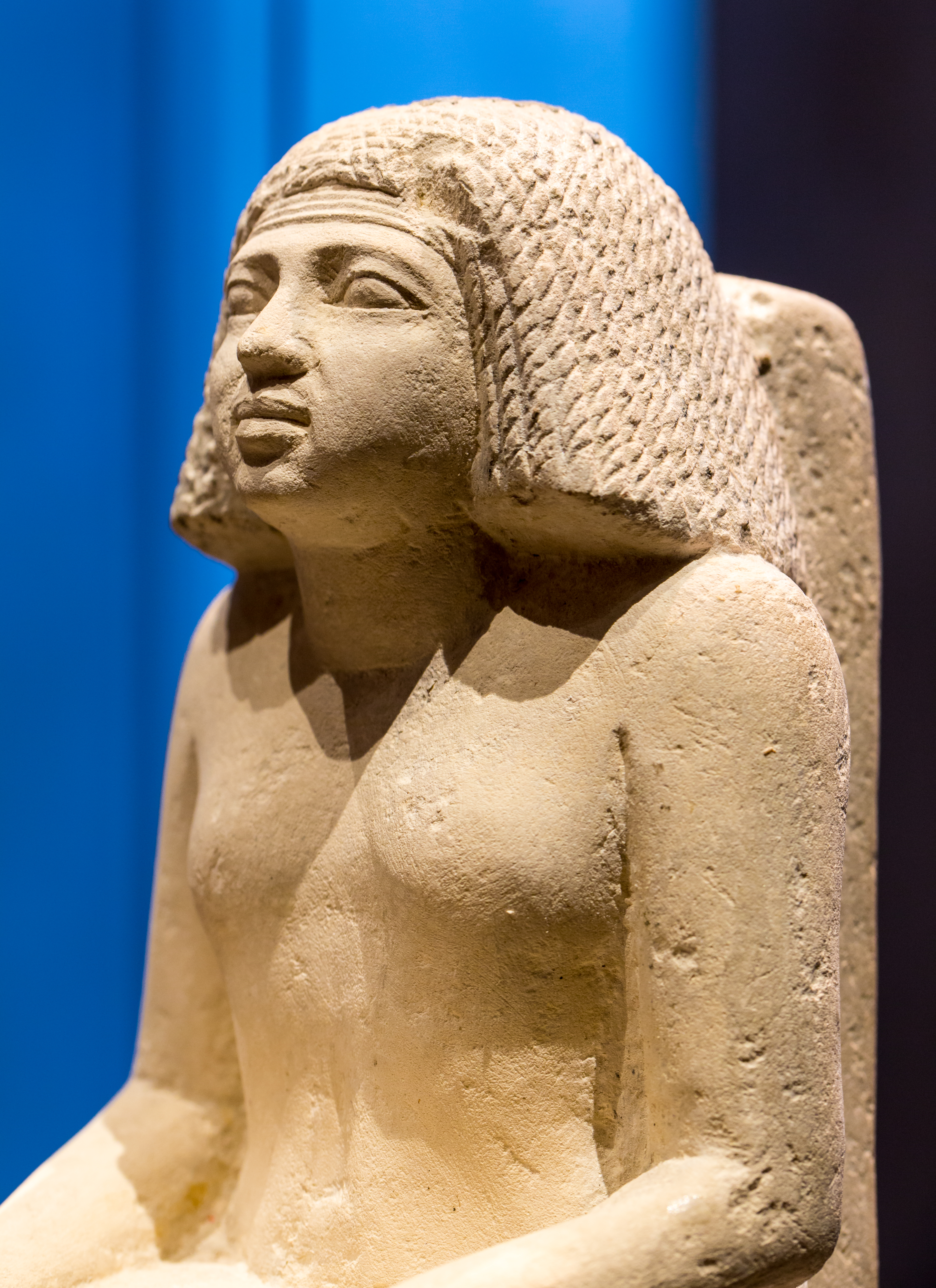
Socha Nefertiabet

V její hrobce byla nalezená stéla, která ji zobrazuje před stolem s obětinami, a pravděpodobně z její hrobky také pochází její socha, která se dnes nachází v muzeu v Louvre.